# Corpo delle armi navali
Il Corpo delle armi navali (abbreviato AN) è stato un corpo tecnico composto da soli ufficiali della Marina Militare italiana, istituito come corpo autonomo da quello degli ufficiali di stato maggiore nel 1926. A partire dal 1º gennaio 2017 in seguito all'unificazione del Corpo delle Armi Navali con il Corpo del genio navale le armi navali costituiscono una specialità del Corpo del genio della Marina (GM).
Il ruolo dell'ufficiale delle armi navali è di progettare e gestire l'uso e la manutenzione ordinaria e straordinaria dei complessi sistemi delle armi imbarcate e degli strumenti di puntamento e direzione del tiro.
Il motto del corpo è Arma ferunt corda, traducibile, indistintamente, con le armi esaltano i cuori o con i cuori esaltano le armi.

## Storia
Nel 1886 iniziò ad essere inevitabile l'individuazione di personale altamente specializzato nella conduzione e nella manutenzione dell'artiglieria e delle armi subacquee. Furono per questo compito inizialmente nominati degli ufficiali di vascello specialisti all'interno degli ufficiali dello stato maggiore generale formati con un adeguato corso teorico ed un periodo di esperienza in arsenale.
Ben presto tale compito divenne troppo gravoso per ufficiali che dovevano anche assolvere ai previsti obblighi d'imbarco e di comando. Per questo motivo nel 1898 venne istituito, all'interno del Corpo di stato maggiore generale, un piccolo ruolo di ufficiali sedentari cui era consentita la progressione di carriera senza ottemperare agli obblighi d'imbarco prescritti.
In tale ruolo furono posti ottimi tecnici dello stato maggiore, ma anche semplicemente ufficiali giudicati non idonei all'impiego a bordo. Anche questa circostanza fece sì che gli ufficiali sedentari vennero considerati ufficiali di seconda classe rispetto al ruolo dei naviganti, con conseguenti difficoltà di assicurare un afflusso di persone dotate e motivate verso i servizi di terra che una Commissione d'inchiesta parlamentare nel 1905 aveva definito bisognosi di «personale intelligente e capace di dirigere e comandare, e molti anzi esigevano cognizioni tecniche ed esperienze di primo ordine».
Nel 1908 il ruolo sedentari fu ridenominato ruolo specialisti direzionali.
Nel febbraio del 1918 fu istituito, mediante decreto luogotenenziale, il Corpo degli ufficiali specialisti per le armi navali in sostituzione degli ufficiali di vascello specialisti direzionali, con denominazione di grado uguale a quelle degli altri corpi tecnici (ovvero corrispondente a quella del Regio Esercito), con grado massimo di tenente generale.
L'emblema doveva essere costituito da un cannone ed un siluro incrociati su di un'ancora e da sei frecce spezzate. I distintivi di grado dovevano essere sovrapposti ad un panno bianco, senza giro di bitta, e bianco doveva essere il fondo del trofeo del berretto.
Nell'anzianità dei corpi fu collocato dopo il Genio navale e prima del Corpo sanitario. Gli ufficiali specialisti per le armi navali provenivano da un reclutamento a domanda tra gli allievi di vascello del 4º anno dell'Accademia Navale.
Il decreto del 1918 non fu convertito in legge, e perciò, a metà del 1919, il Corpo degli ufficiali specialisti per le armi navali venne fatto riconfluire nel ruolo degli ufficiali di vascello specialisti d'armi navali.
Finalmente, nel 1926, fu istituito il Corpo per le armi navali fondendo insieme i preesistenti ufficiali di artiglieria e del servizio torpedini, arma quest'ultima di estrema complessità tecnica rispetto alla preparazione scientifica e tecnica media del personale di Marina dell'Ottocento e del primo Novecento. Con lo sviluppo delle navi monocalibro e del tiro a lunga distanza, il tiro d'artiglieria aveva raggiunto un livello di complessità più elevato nei calcoli balistici. Allo stesso tempo le prestazioni sempre più spinte delle bocche da fuoco, sia come portata che come rapidità di tiro, avevano portato alla definizione di meccanismi sempre più complessi intorno all'arma e allo sviluppo di complessi sistemi di calcolo per il puntamento delle armi incentrati su calcolatori analogici meccanici o elettromeccanici.
L'attuale specialità delle Armi Navali è costituita, per quanto riguarda i ruoli normali, da ufficiali laureati in ingegneria delle telecomunicazioni, con compiti non più solo tecnici ma anche manageriali.

## Gradi
L'unica differenza esistente tra le uniformi degli ufficiali dei vari Corpi della Marina è il colore della stoffa che contorna i gradi: per le Armi navali la stoffa è di colore marrone. Inizialmente non esisteva il "giro di bitta": quando col regio decreto del 21 aprile 1878, fu introdotto, servì per distinguere i soli ufficiali di vascello (o di stato maggiore) da quelli degli altri corpi.
Nel 1938 il giro di bitta fu esteso a tutti i Corpi della Regia Marina e dopo la riforma delle denominazioni dei gradi della Marina Militare introdotta con la legge 16 aprile 1973, n° 174, gli ufficiali delle Armi navali portano gli stessi gradi degli altri ufficiali della Marina Militare, con l'aggiunta del suffisso "(AN)". Fino alla riforma del 1973 i gradi degli ufficiali (AN) avevano le stesse denominazioni in uso nell'Esercito italiano. Quindi il tenente di vascello (AN) si chiamava capitano (AN), e così via per tutti gli altri.
Per quanto riguarda la foggia dei gradi, con l'eccezione di quella degli ammiragli che è unica per tutti i corpi, l'unica differenza è il panno di colore marrone posto a sottopannaggio dei binari e dei giri di bitta che formano i distintivi di grado degli ufficiali.